# Crémet nantais
Pour les articles homonymes, voir Cremet et Nantais.
Le crémet nantais est une spécialité fromagère au lait de vache élaborée dans le pays nantais, en Anjou et dans le Maine. Il est principalement utilisé en dessert accompagné de fruits ou de compotes.

## Origines
Le crémet nantais est proche du crémet d'Anjou et s'en rapproche par sa composition. On peut y ajouter un demi citron et quelques feuilles de menthe, ou bien en faire un crémet aux fines herbes.